# Fauguernon
Fauguernon ist eine französische Gemeinde mit 228 Einwohnern (Stand 1. Januar 2022) im Département Calvados in der Region Normandie. Sie gehört zum Arrondissement Lisieux und zum Kanton Pont-l’Évêque. 
Sie grenzt im Nordwesten an Norolles, im Nordosten an Saint-Philbert-des-Champs, im Osten an Moyaux, im Südosten an Hermival-les-Vaux und im Südwesten an Rocques.   

## Bevölkerungsentwicklung
| Jahr      | 1962 | 1968 | 1975 | 1982 | 1990 | 1999 | 2008 | 2015 |
| --------- | ---- | ---- | ---- | ---- | ---- | ---- | ---- | ---- |
| Einwohner | 186  | 139  | 162  | 153  | 200  | 182  | 249  | 249  |